# Punt returner
No futebol americano dos Estados Unidos e do Canadá, o retornador de punts (em inglês: punt returner, PR) é um jogador do special teams (time de especialistas) que é responsável por retornar os punts na posição oposta de sua end zone. Se a bola rolar até sua própria endzone, ele deve resolver se retorna ou não. Se ele decidir não retornar, ele pode pedir o touchback se ajoelhando na end zone depois de pegar a bola, o que dá a seu time a bola na posição da linha de 25 jardas. Caso o punt não chegue a entrar em sua endzone nem saia pela linha lateral (pois, nesse caso, o ponto onde a bola sair indicará automaticamente o local de onde o jogo será reiniciado) pode, ainda, pedir fair catch, que é um sinal de mão feito sobre a cabeça, indicando que não tentará o retorno, terminando ali a jogada e determinando onde se iniciará a próxima campanha ofensiva de sua equipe.
O retornador é normalmente o jogador mais rapido do time, normalmente um wide receiver, defensive back ou um running back reserva.
Um retornador de punts pode ser um retornador de chutes também.